# Mabuia
Mabuia é um bairro angolano que pertencente ao município de Cabiri, na província de Ícolo e Bengo. Suas redondezas concentram áreas com forte vocação para a agricultura.
Foi criada em 1962 como colônia agrícola por imigrantes cabo-verdiano deslocados para o local para trabalhar nas roças de algodão.